# Villa Eugène-Leblanc
La villa Eugène-Leblanc est une voie du 19e arrondissement de Paris, en France.

## Situation et accès
La villa Eugène-Leblanc est une voie publique située dans le 19e arrondissement de Paris dans le quartier pavillonnaire de la Mouzaïa. Elle débute au 24, rue de Mouzaïa et se termine au 11 bis, rue de Bellevue.
Elle est desservie par la ligne de métro 7 bis à la station Danube.

## Origine du nom
Elle porte le nom d'Eugène Leblanc, un ancien propriétaire local.

## Historique
Cette voie, ouverte sous sa dénomination actuelle en 1913, est classée dans la voirie parisienne par un arrêté municipal du 16 juin 1993.

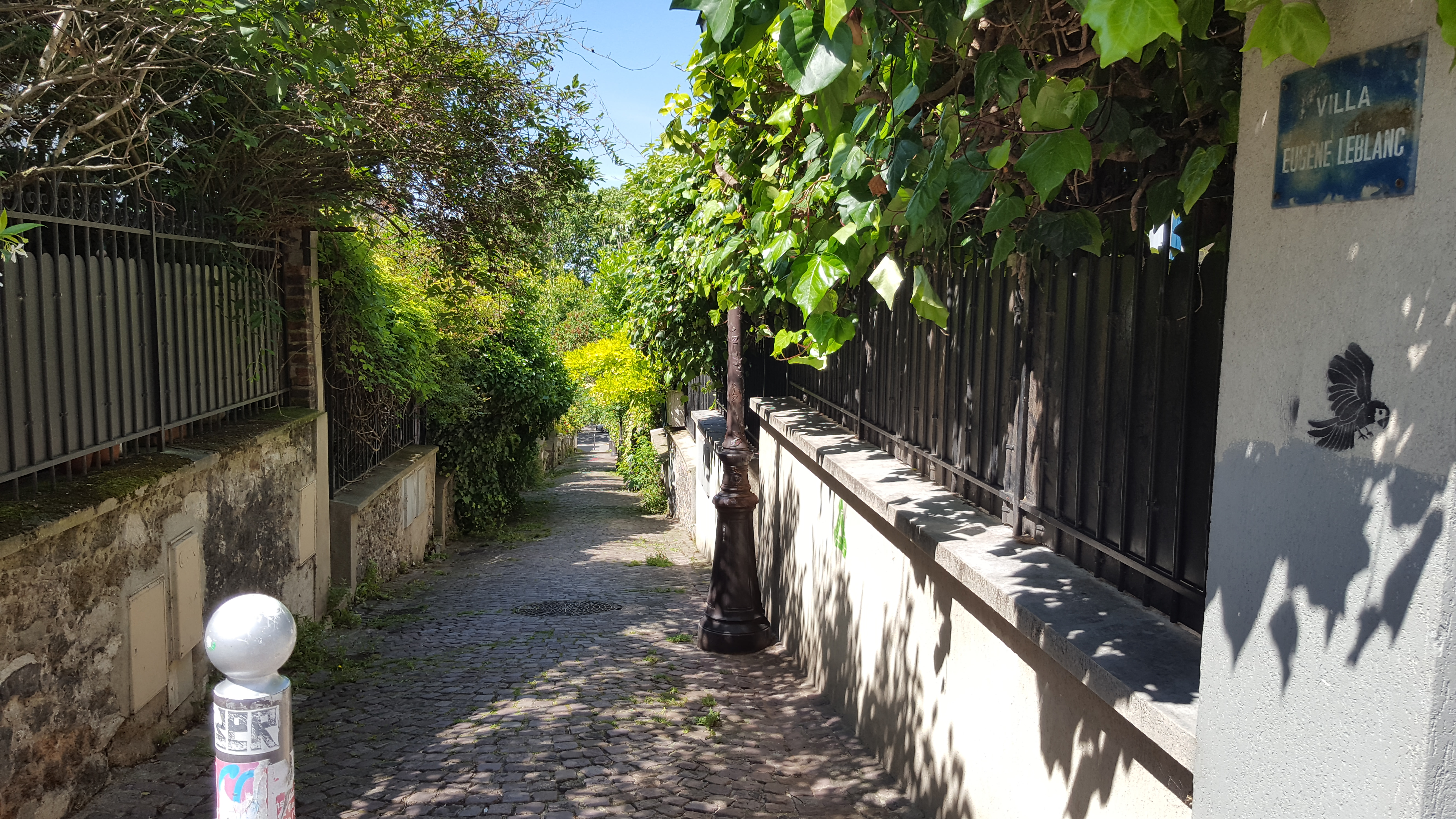
La villa Eugène-Leblanc, vue depuis la rue de Bellevue.